# Nuit (roman)
Pour les articles homonymes, voir Nuit (homonymie).
Nuit est un roman policier français écrit par Bernard Minier, publié chez XO éditions en 2017. C'est le quatrième roman de la série consacrée aux enquêtes du commandant Martin Servaz.

## Intrigue
Le roman se déroule dans trois pays : la France, la Norvège et l'Autriche.
À Bergen, en Norvège, une femme battue à mort est découverte sur l'autel d'une église. Sur un papier trouvé sur le cadavre est inscrit le nom d'un officier de police, Kirsten Nigaard. L’enquête mène la policière sur les traces du tueur qui travaille sur une plate-forme pétrolière en mer du Nord. Elle découvre dans la chambre de l'ouvrier recherché des photos, celle d'un hôtel de police français et celle d'un enfant sur laquelle est noté le nom Gustav. Grâce à une analyse d'ADN, le suspect est identifié comme étant Julian Hirtmann, un tueur en série échappé d'un hôpital psychiatrique.
À Toulouse, en France, le commandant Martin Servaz est gravement blessé par balle lors de la poursuite d'un homme suspecté de viols, Florian Jensen. Après sa sortie de l’hôpital, il fait connaissance de Kirsten Nigaard venue à Toulouse après avoir identifié l'hôtel de police sur la photo. Servaz connait Hirtmann car il a eu affaire à lui dans une précédente enquête à l’issue de laquelle il a enlevé Marianne Bokhanovsky, une amie du commandant qui n'a jamais été retrouvée. Servaz est visé par une enquête de l'IGPN à la suite d'une plainte de Jansen blessé lors de la poursuite.
La photo de Gustav a été prise à Hallstatt, en Autriche. Un chef d'orchestre et un industriel autrichiens qui recherchent également Hirtmann ont ainsi appris, grâce à un mystérieux informateur, que celui-ci était en Autriche.

## Personnages principaux
- Martin Servaz : commandant de police à la SRPJ de Toulouse
- Vincent Espérandieu : adjoint de Servaz
- Samira Cheung : adjointe de Servaz
- Kirsten Nigaard : policière norvégienne collaborant avec Servaz
- Kasper Strand : enquêteur norvégien
- Julian Hirtmann : tueur en série suisse évadé d'un hôpital psychiatrique
- Gustav : enfant photographié par Hirtmann
- Florian Jensen : violeur sorti de prison
- Bernhard Zehetmayer : chef d'orchestre autrichien à la recherche d'Hirtmann
- Roland Rimbaud : commissaire à l'IGPN enquétant sur Servaz
- Roland et Aurore Labarthe : famille d'accueil de Gustav
- Jiri : tueur à gage
- Margot Servaz : fille de Martin revenue du Canada pour aider son père

## Référence
1. ↑  Delphine Peras et Sandra Benedetti, « «Nuit», le meilleur roman de Bernard Minier », sur lexpress.fr, 2 avril 2017 (consulté le 8 août 2021)

## Éditions
- Bernard Minier. Nuit, Paris, XO éditions, 2017, 525 p.  (ISBN 978-2-84563-827-3)
- Bernard Minier. Nuit, Paris, Pocket no 17177, 2018, 604 p.  (ISBN 978-2-266-28378-6)